# Charles Papeians de Morchoven

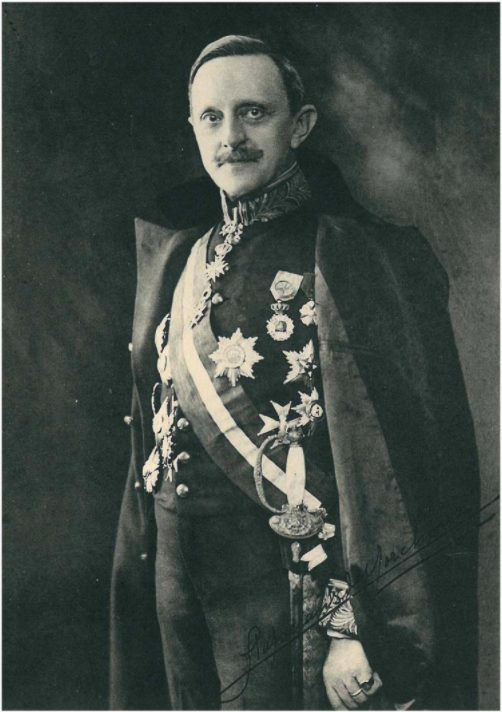
Baron Charles Papeians de Morchoven

Baron Charles (Carlos) Antoine Stéphane Marie Ghislain Papeians de Morchoven dit van der Strepen (Brussel, 30 september 1878 - aldaar, 31 maart 1966) was een Belgisch diplomaat en hofdignitaris.

## Biografie

### Familie
Baron Charles Papeians de Morchoven was een telg uit het geslacht Papeians de Morchoven. Hij was een zoon van Adolphe Papeians de Morchoven en Marie Alves Machado de Andrada de Carvalho.
Hij trouwde in 1912 in Parijs met Joachine Vieira Monteiro (1888-1969), dochter van ridder Francisco Vieira Monteiro, Braziliaans buitengewoon gezant en gevolmachtigd minister in Parijs en kamerheer van keizer Pedro II. Ze kregen twee zoons en een dochter.
- Jean Papeians de Morchoven (1913-1983), ambassadeur, trouwde in 1960 in Neuilly-sur-Seine met Geneviève Poret de Civille (1926-2006). Ze kregen twee zoons en een dochter, met afstammelingen tot heden.
- Charles Papeians de Morchoven (1914-1995), voorzitter van de Vereniging van de Adel van het Koninkrijk België, trouwde in 1946 in Brussel met Colette van Praet d'Amerloo (1922-1996), voorzitster van Équipes d'Entraide. Ze kregen drie zoons en een dochter, met afstammelingen tot heden. Hij verkreeg in 1955 de titel baron, overdraagbaar bij eerstgeboorte.
- Élisabeth Papeians de Morchoven (1916-2003), trouwde in 1942 in Sint-Joost-ten-Node met baron Gabriel de Meester de Betzenbroeck (1916-1996), gedelegeerd bestuurder van de Union royale des Fraternelles d'Anciens Combattants. Ze kregen vijf zoons, met afstammelingen tot heden.

### Loopbaan
Papeians de Morchoven was secretaris en legatiesecretaris in Lissabon en legatiesecretaris in Rome. Vervolgens werd hij buitengewoon gezant en gevolmachtigd minister. Van 1926 tot 1934 was hij protocolchef van het ministerie van Buitenlandse Zaken.
In 1934 werd hij Ceremoniemeester van het Hof van koning Leopold III. In 1946 benoemde prins-regent Karel hem tot Grootmaarschalk van het Hof. Volgens de archieven van het Koninklijk Paleis nam hij deze verantwoordelijkheid reeds vanaf de aanvang van het regentschap in 1944 op. Bij de terugkeer van Leopold III in 1950 verliet hij deze functie.